# The Dark Command
The Dark Command – siódmy album studyjny speed metalowego zespołu Exciter wydany 14 listopada 1997 roku przez wytwórnię Osmose Productions.

## Lista utworów
1. „The Dark Command” – 3:40
2. „Burn at the Stake” – 4:46
3. „Aggressor” – 3:30
4. „Assassins in Rage” – 3:17
5. „Ritual Death” – 5:30
6. „Sacred War” – 3:55
7. „Let Us Prey” – 5:08
8. „Executioner” – 4:11
9. „Suicide Overdose” – 2:36
10. „Screams from the Gallows” – 4:10

## Twórcy
| Exciter w składzie - Jacques Bélanger – wokal - John Ricci – gitara - Marc Charron – gitara basowa - Rik Charron – perkusja | Personel - Manfred Leidecker – producent - Brian Sim – producent - Brian Pallister – projekt okładki - Tom Belsey – zdjęcia |